# Temporada 2000 de Indy Racing League
La Temporada de 2000 de la Indy Racing League (IRL) O (Indy Racing Northern Light Series) fue otra temporada en la que hubo un alto nivel de paridad de un solo conductor, el campeón de esa temporada, fue el piloto Buddy Lazier, quien fue el que más carreras ganó en la temporada. También se vio el comienzo del salto de la CART como Al Unser Jr. quien se mudó a la serie de tiempo completo y equipo Chip Ganassi Racing se acercó a correr la Indy 500, que ganó con el piloto Colombiano Juan Pablo Montoya. También fue la última temporada para el chasis Riley & Scott, que también vio ganar su primera carrera en la serie en el año 2000. También cabe citar que, el piloto Campeón de la IndyCar Series de 1998 , y Ganador de la Indy 500, Kenny Bräck, se mudó a correr en la serie CART.
Una carrera prevista en Cleveland fue cancelada el 9 de septiembre de 1999, y se volvió de nuevo evento de la serie CART.

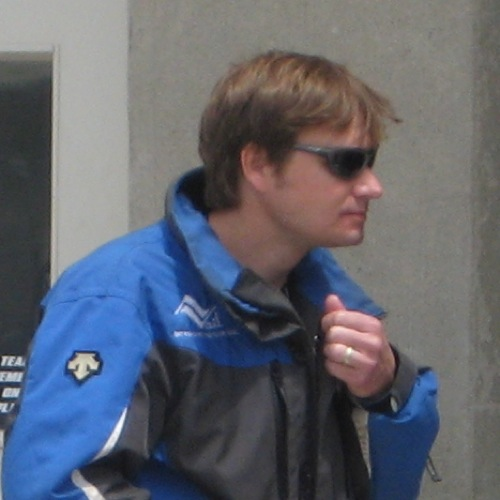
Campeón del año 2000, Buddy Lazier.

## Calendario
| Ronda | Fecha      | Carrera                  | Pista                            | Localización       | Pole position  | Vuelta rápida   | Mayor número de vueltas lideradas | Ganador            |
| ----- | ---------- | ------------------------ | -------------------------------- | ------------------ | -------------- | --------------- | --------------------------------- | ------------------ |
| 1     | Enero 29   | Delphi Indy 200          | Walt Disney World Speedway       | Bay Lake, Florida  | Greg Ray       | Mark Dismore    | Robbie Buhl                       | Robbie Buhl        |
| 2     | Marzo 19   | MCI WorldCom Indy 200    | Phoenix International Raceway    | Phoenix, Arizona   | Greg Ray       | Tyce Carlson    | Scott Sharp                       | Buddy Lazier       |
| 3     | Abril 22   | Vegas Indy 300           | Las Vegas Motor Speedway         | Las Vegas, Nevada  | Mark Dismore   | Mark Dismore    | Mark Dismore                      | Al Unser, Jr.      |
| 4     | May 28     | 84.° Indianapolis 500    | Indianapolis Motor Speedway      | Speedway, Indiana  | Greg Ray       | Buddy Lazier    | Juan Pablo Montoya                | Juan Pablo Montoya |
| 5     | Junio 11   | Casino Magic 500         | Texas Motor Speedway             | Fort Worth, Texas  | Buddy Lazier   | Eddie Cheever   | Al Unser, Jr.                     | Scott Sharp        |
| 6     | Junio 18   | Radisson 200             | Pikes Peak International Raceway | Fountain, Colorado | Greg Ray       | Buzz Calkins    | Scott Sharp                       | Eddie Cheever      |
| 7     | Julio 15   | Midas 500 Classic        | Atlanta Motor Speedway           | Hampton, Georgia   | Greg Ray       | Donnie Beechler | Greg Ray                          | Greg Ray           |
| 8     | Agosto 27  | Belterra Resort Indy 300 | Kentucky Speedway                | Sparta, Kentucky   | Scott Goodyear | Buddy Lazier    | Scott Goodyear                    | Buddy Lazier       |
| 9     | Octubre 15 | Excite 500               | Texas Motor Speedway             | Fort Worth, Texas  | Greg Ray       | Jaques Lazier   | Al Unser, Jr.                     | Scott Goodyear     |